# Championnat d'Amérique centrale et des Caraïbes féminin de basket-ball des moins de 15 ans
Cet article traite de l'épreuve féminine. Pour la compétition masculine, voir Championnat d'Amérique centrale et des Caraïbes masculin de basket-ball des moins de 15 ans.
Le Championnat d’Amérique centrale et des Caraïbes féminin de basket-ball des moins de 15 ans est une compétition féminine de basket-ball qui oppose les meilleures sélections nationales d’Amérique centrale et des Caraïbes des joueuses de moins de 15 ans. Elle est organisée par la FIBA Amériques tous les 2 ans de 2009 à 2014, puis de nouveau à partir de 2022. Le titre de champion d'Amérique centrale et des Caraïbes se joue entre 8 sélections des différentes zones d'Amérique centrale, inluant aussi le Mexique, et des Caraïbes. Les trois premières équipes à l'issue de la compétition se qualifient directement pour le Championnat des Amériques féminin de basket-ball des moins de 16 ans pour ensuite tenter de se qualifier pour la Coupe du monde féminine de basket-ball des moins de 17 ans.

## Palmarès
| Édition | Année | Pays hôte                                     | Finale                                        | Finale                                        | Finale                                        | Petite finale                                 | Petite finale                                 | Petite finale                                 | MVP                                           |
| Édition | Année | Pays hôte                                     | Champion                                      | Score                                         | Deuxième                                      | Troisième                                     | Score                                         | Quatrième                                     | MVP                                           |
| ------- | ----- | --------------------------------------------- | --------------------------------------------- | --------------------------------------------- | --------------------------------------------- | --------------------------------------------- | --------------------------------------------- | --------------------------------------------- | --------------------------------------------- |
| 1re     | 2009  | León                                          | Mexique                                       |                                               | Porto Rico                                    | République dominicaine                        |                                               | Guatemala                                     | non mis en place                              |
| 2e      | 2012  | Mexico                                        | Porto Rico                                    | 56–51                                         | Mexique                                       | Costa Rica                                    | 54–43                                         | Guatemala                                     | non mis en place                              |
| 3e      | 2014  | Chiapas                                       | Mexique (2)                                   | 80–49                                         | Honduras                                      | Cuba                                          | 62–59                                         | Porto Rico                                    | non mis en place                              |
| 4e      | 2016  | Non disputé                                   | Non disputé                                   | Non disputé                                   | Non disputé                                   | Non disputé                                   | Non disputé                                   | Non disputé                                   | Non disputé                                   |
| 5e      | 2018  | Non disputé                                   | Non disputé                                   | Non disputé                                   | Non disputé                                   | Non disputé                                   | Non disputé                                   | Non disputé                                   | Non disputé                                   |
| 4e      | 2020  | Non joué en raison de la pandémie de Covid-19 | Non joué en raison de la pandémie de Covid-19 | Non joué en raison de la pandémie de Covid-19 | Non joué en raison de la pandémie de Covid-19 | Non joué en raison de la pandémie de Covid-19 | Non joué en raison de la pandémie de Covid-19 | Non joué en raison de la pandémie de Covid-19 | Non joué en raison de la pandémie de Covid-19 |
| 4e      | 2022  | Gurabo                                        | Mexique (3)                                   | 56–52                                         | Porto Rico                                    | République dominicaine                        | 79–39                                         | Bahamas                                       | Sandra Acuña                                  |
| 5e      | 2024  | David                                         | Mexique (4)                                   | 56–42                                         | Panama                                        | Porto Rico                                    | 65–48                                         | Salvador                                      | Aislin Tamez                                  |

## Médailles par pays
Tableau actualisé après le championnat 2024.
| Rang | Nation                 | Or | Argent | Bronze | Total |
| ---- | ---------------------- | -- | ------ | ------ | ----- |
| 1    | Mexique                | 4  | 1      | 0      | 5     |
| 2    | Porto Rico             | 1  | 2      | 1      | 4     |
| 3    | Honduras               | 0  | 1      | 0      | 1     |
| 3    | Panama                 | 0  | 1      | 0      | 1     |
| 5    | République dominicaine | 0  | 0      | 2      | 2     |
| 6    | Costa Rica             | 0  | 0      | 1      | 1     |
| 6    | Cuba                   | 0  | 0      | 1      | 1     |

## Détail par pays
| Équipe                      | 2009 | 2012 | 2014 | 2022 | 2024 | Total |
| --------------------------- | ---- | ---- | ---- | ---- | ---- | ----- |
| Bahamas                     |      | 6e   |      | 4e   | 8e   | 3     |
| Barbade                     |      | 7e   |      |      |      | 1     |
| Costa Rica                  |      | 3e   |      |      | 6e   | 2     |
| Cuba                        |      |      | 3e   |      |      | 1     |
| Guatemala                   | 4e   | 4e   | 5e   |      |      | 3     |
| Honduras                    |      |      | 2e   |      |      | 1     |
| Îles Caïmans                |      | 5e   |      |      |      | 1     |
| Îles Vierges des États-Unis |      |      | 8e   |      |      | 1     |
| Mexique                     | 1er  | 2e   | 1er  | 1er  | 1er  | 5     |
| Nicaragua                   |      |      |      |      | 7e   | 1     |
| Panama                      |      |      |      |      | 2e   | 1     |
| Porto Rico                  | 2e   | 1er  | 4e   | 2e   | 3e   | 5     |
| République dominicaine      | 3e   |      | 6e   | 3e   | 5e   | 4     |
| Salvador                    | 5e   |      | 7e   |      | 4e   | 3     |
| Total                       | 5    | 7    | 8    | 4    | 8    |       |

Légende : en gras le pays organisateur.